# Клестово (Смоленская область)
Клестово — деревня в Духовщинском районе Смоленской области России. Входит в состав Пречистенского сельского поселения. Население — 2 жителя (2007 год). 
Расположена в северной части области в 30 км к северо-западу от Духовщины, в 0,1 км западнее автодороги Р136 Смоленск — Нелидово, на берегу реки Аржать. В 50 км юго-восточнее деревни расположена железнодорожная станция Ярцево на линии Москва — Минск. 

## История
В годы Великой Отечественной войны деревня была оккупирована гитлеровскими войсками в июле 1941 года, освобождена в сентябре 1943 года.
В марте-апреле 1942 г.  результате боев 234-й Ярославской коммунистической стрелковой дивизии были разбиты следующие части противника: 7-я танковая дивизия (вермахт), 689 и 404 пп 246 пд, а также 380 мостовая колонна, 418 строительный батальон, 210 строительный мостовой батальон, 984 запасной строительный батальон, 246 развед. велоэскадрон и часть 246 ап, в том числе его штаб. Противнику ценой больших потерь удалось потеснить наши части на участке  Вердино - х. Клестово на 2-3 км, на участке  Мужицкое- Узвоз -Милютина - на 0,5-1км и на участке Литвинова-Амшара (вдоль большака) на 4-5 км. Кх 1 Архивная копия от 26 мая 2021 на Wayback Machine . 